# Neuillay-les-Bois
 Neuillay-les-Bois  es una población y comuna francesa, en la región de  Centro, departamento de Indre, en el distrito de Châteauroux y cantón de Buzançais.

## Demografía
| 722 | 619 | 604 | 540 | 609 | 560 |
| Para los censos de 1962 a 1999 la población legal corresponde a la población sin duplicidades (Fuente: INSEE [Consultar]) |     |     |     |     |     |